# コゴメグサ属
コゴメグサ属（学名：Euphrasia 、和名漢字表記：小米草属）は、ハマウツボ科の属の1つ。一年草または多年草で半寄生植物。
従来の新エングラー体系、クロンキスト体系では、コゴメグサ属はゴマノハグサ科に含められた。

## 特徴
一年草または多年草で草原にはえるごく小型の草本。一年草のものは茎がわずかに分枝するか、または分枝しないで直立する。多年草のものは根ぎわで分枝して株をつくり、枝は四方に斜上して広がる。葉は対生し、狭披針形から広卵形で小型、ほとんど葉柄がなく、2-6対の鋸歯がある。上部の葉は小さく、上にいくにしたがって苞葉となる。
茎の上部に花穂をつくり、花柄のない花をつける。萼は鐘形または筒形となり、4裂する。花冠は上唇が2裂、下唇が3裂した唇形となる。上唇はかぶと状となり、花冠裂片は反り返り、下唇は開いて先端が3裂し、裂片は長楕円形となり先端は浅くへこむ。雄蕊は上唇内に4個あり、下側2個がやや長い。子房は2室あり、各室に数個の胚珠があり、細長い花柱が1本あって先端はややふくらんで柱頭がつく。果実は扁平な倒卵形、楕円形または長楕円形の蒴果で、果実と同長か3分の2ほどの長さの萼に包まれ、蒴果は胞背裂開して3-10数個の種子を出す。種子は長楕円形で縦の条があって灰白色になる。

## 分布
世界の温帯から寒帯に広く分布し、約200種知られる。日本には10種ある。

## 種
和名（別名）、学名はYistによる。

### 日本に分布する種
- ハチジョウコゴメグサ Euphrasia hachijoensis Nakai ex Furumi - 一年草。茎の高さは3-13cm。萼筒は筒状鐘形で葉は倒披針形、上部の葉の鋸歯が芒状にとがる。伊豆諸島の八丈島、御蔵島に分布し、島の山頂の草地に生育する[5][6]。絶滅危惧II類(VU)（環境省2017年）[7]。
- ミヤマコゴメグサ Euphrasia insignis Wettst. subsp. insignis var. insignis - 一年草。茎の高さは6-20cm。花冠が大きく長さ8-9mmになる。萼筒は鐘形で下部の葉は倒卵形。下部の葉は小さく中部の葉が大きい。葉の先端はへら状または倒卵形で鈍く、基部は急に細くくさび形となり、鈍い鋸歯がある。本州の中部地方の北アルプスを中心に、山形県から滋賀県に分布する高山植物[5][6]。タイプ標本は白山で採集されたものである[8]。日本固有種[6]。広義の種 Euphrasia insignis としては、本州、四国、九州に広く分布し、地域ごとに少しずつ形が異なり、大きく subsp. insignis と subsp. iinumae の2群に分けられる。subsp. insignis は中部地方の北部から東北地方に分布し、全体がやや繊細で分枝した枝が細いものに、subsp. iinumae は中部地方南部から四国、九州に分布し、草姿全体が壮大で茎がよく分枝し、枝が太い傾向にあるものに分けられる。しかし、両群には中間形があり、区別がむずかしい場合がある[5]。
  - subsp. insignis の群
    - ダイセンコゴメグサ Euphrasia insignis Wettst. subsp. insignis var. daisenensis (Y.Kimura) Murata
    - ホソバコゴメグサ Euphrasia insignis Wettst. subsp. insignis var. japonica (Wettst.) Ohwi - 一年草。葉が細く、倒卵状長楕円形または倒披針形で、基部はしだいに細くなり、鋸歯の先端が鈍い。本州の東北地方の鳥海山から関東地方の谷川岳、至仏山、新潟県、長野県に分布する[5][6]。
    - マルバコゴメグサ Euphrasia insignis Wettst. subsp. insignis var. nummularia (Nakai) T.Yamaz. - 一年草。葉が大きくて円く、倒卵状円形になる。本州の月山、朝日連峰、飯豊山に分布する[5][6]。絶滅危惧II類(VU)（環境省2017年）[7]。
    - オウミコゴメグサ（オオミコゴメグサ ） Euphrasia insignis Wettst. subsp. insignis var. omiensis (Y.Kimura ex H.Hara) T.Yamaz. - 一年草。葉に1-2対の低い鋸歯があるもの。本州の滋賀県比良山地からの報告がある[6]が現在は生育が不明で絶滅と判断されている。1927年採集の標本が2点存在するのみである[9]。絶滅(EX) （環境省2017年）[7]。
    - マツラコゴメグサ Euphrasia insignis Wettst. subsp. insignis var. pubigera (Koidz.) Murata - 一年草。葉に2-3対の深い鋸歯があり、花冠の長さが萼の約2倍ある。本州の三重県と奈良県にまたがる大台ヶ原山の岩地に生育していた記録がある[5][6]。1922年に奈良県大台ヶ原山で採集された標本記録のみで、現在は生育が確認されておらず、絶滅と判断されている[9]。絶滅(EX) （環境省2017年）[7]。
    - サドコゴメグサ Euphrasia insignis Wettst. subsp. insignis var. sadoensis Y.Kimura
    - トガクシコゴメグサ Euphrasia insignis Wettst. subsp. insignis var. togakusiensis (Y.Kimura) Y.Kimura ex H.Hara - 一年草。草丈が高く、葉の鋸歯が鋭くとがり、花冠の長さが萼の約3倍ある。本州の長野県の浅間山、戸隠山、飯縄山から石川県の白山、福井県の経ヶ岳、岐阜県の大日ヶ岳に分布する[5][6]。

  - subsp. iinumae の群
    - イブキコゴメグサ（コゴメグサ） Euphrasia insignis Wettst. subsp. iinumae (Takeda) T.Yamaz. .- 一年草。茎の高さは10-20cmになり、多く分枝する。葉の基部が広いくさび形または円形となり、葉柄が短い。鋸歯の先端は鈍く、萼裂片の先端はとがらず、縁に短毛が密にはえる。滋賀県の伊吹山、霊仙山に分布する[2][5][6]。絶滅危惧II類(VU)（環境省2017年）[7]。
    - イズコゴメグサ Euphrasia insignis Wettst. subsp. iinumae (Takeda) T.Yamaz. var. idzuensis (Takeda) T.Yamaz. -　一年草。葉の幅が狭い卵状長楕円形で鋸歯が鋭い。花冠は萼の2.5-3倍の長さになり、下唇は上唇の2倍の長さ。東海地方、伊豆半島、箱根に分布する[5][6]。絶滅危惧IB類(EN)（環境省2017年）[7]。
    - キュウシュウコゴメグサ Euphrasia insignis Wettst. subsp. iinumae (Takeda) T.Yamaz. var. kiusiana (Y.Kimura) T.Yamaz. -　一年草。葉は卵形で鋸歯は鋭くとがり、苞葉に尾状にとがる鋸歯がある。萼は短く、花冠は萼の2.5-3倍の長さになる。九州北西部、本州の中国地方、近畿地方北部、北陸地方の山地に分布する[5][6]。
    - トサコゴメグサ Euphrasia insignis Wettst. subsp. iinumae (Takeda) T.Yamaz. var. makinoi (Takeda) T.Yamaz. -　一年草。葉が広卵形または卵円形で鋸歯はややとがり、苞葉に短い芒状の鋸歯がある。花冠は萼の2倍の長さになる。四国の中央山地に分布する[5][6]。
- コケコゴメグサ Euphrasia kisoalpina Hid.Takah. et Ohba - 全体に小型の一年草。茎の高さは2-6cmで下向きの屈毛と開出する線毛がはえる。葉は広倒卵形で、長さ3-5mm、幅2.5-4.5mmになり、葉の両面に細毛と腺毛が散生する。花期は8月。花冠は白色で紫色のすじが入り、花冠の長さは4-5mm。3裂する花冠下唇の中裂片に黄色の斑点がある。萼は2裂し萼裂片は浅裂する。本州の木曽山脈に分布し、高山帯の風衝草原に特産する[10]。タイプ標本は木曽駒ヶ岳で採集されたもので、1982年に新種記載された。種小名 kisoalpina は kiso-alpina で採集地に因む[11]。絶滅危惧II類(VU)（環境省2017年）[7]。
- コバノコゴメグサ（ヒメコゴメグサ） Euphrasia matsumurae Nakai - 多年草。茎は直立して高さは3-15cmになり、軟弱で細く、曲がった白毛とやや開出する腺毛が混生する。腺毛のないものもあり、品種として区別する。中部につく葉は倒卵形または広いへら形となり、長さ5-9mm、幅3-6mmになり、先端は鈍く基部はしだいに狭まって不明瞭な葉柄となる。葉の縁に2-3対の先の鈍い鋸歯がある。花期は8月。上部の葉腋ごとに1花つける。花冠は白色で紫色のすじが入り、花冠の長さは8-9mm。花冠下唇は広く開き上唇より長く、中裂片に黄色の斑点がある。萼は広鐘形で上下に2深裂し、裂片はさらにやや深く裂ける。本州の南アルプス、八ヶ岳、秩父山地、日光連山、那須連山などの太平洋側山地に分布する[5][6][10]。
  - センナシヒメコゴメグサ Euphrasia matsumurae Nakai f. eglandulosa T.Shimizu - 基本種コバノコゴメグサの品種で、茎、葉、萼に腺毛がほとんどないもの[10]。
- タチコゴメグサ Euphrasia maximowiczii Wettst. - 一年草。茎は細く、まばらに分枝して直立し、高さは15-30cmになり、曲がった細かい毛が生える。葉は卵円形で、長さ6-10mm、幅4-8mmになり、基部は切形状の円形で、縁に4-7対の刺状に鋭くとがった鋸歯があり、表面、裏面ともに毛は無い。花期は8-9月。上部の葉腋ごとに1個の花をつける。花冠の長さは6-7mmになり、白色でしばしば淡紫色を帯び、下唇は開いて3裂し、白色で中央に黄色の斑点がある。萼は筒形で上下に半ばまで2裂し、さらに左右に浅く2裂し、裂片の先端は鋭くとがる。日本では、本州（東北地方南部から近畿地方・中国地方西部）、四国西部、九州中北部に分布し、山地の乾いた草原、高原に分布する[5][6]。国外では、朝鮮半島、サハリンに分布する[6]。
  - ミチノクコゴメグサ Euphrasia maximowiczii Wettst. var. arcuata F.Maek. ex T.Yamaz. - 一年草。草丈が高く、茎に開出気味の長軟毛が生え、葉が円形から卵円形になり、基部が円く鋸歯が鋭くとがる。葉の両面や萼にも短い剛毛が密に生える。東北地方北部に産する[5][6]。
  - シライワコゴメグサ Euphrasia maximowiczii Wettst. var. calcarea T.Yamaz. - 一年草。基本種に比べて葉が狭く、卵形から狭卵形になり、鋸歯がほとんどとがらないものもある。南アルプスの石灰岩地に産する[5]。
  - エゾコゴメグサ Euphrasia maximowiczii Wettst. var. yezoensis (H.Hara) H.Hara ex T.Yamaz. - 一年草。変種ミチノクコゴメグサに比べ草丈が低く、葉が小さく、円形になり、基部が狭まって鈍形となり、鋸歯はあまりとがらない。葉の両面や萼に短い剛毛が密に生える。色丹島、北海道、東北地方（青森県・福島県）に産する[5][6]。
- ナヨナヨコゴメグサ Euphrasia microphylla Koidz. - 一年草。茎は繊細で分枝し、高さは5-17cmになり、曲がった毛がはえる。葉は狭倒披針形で、長さ3-8mm、幅0.8-4mmになり、先端は鈍く基部はしだいに狭まって不明瞭な葉柄となる。葉の縁に1-2対の鈍い鋸歯があり、葉の両面は無毛。花期は8月。上部の葉腋に花をつける。花冠は白色で紫色のすじが入り、花冠の長さは6mm。花冠下唇は小さいが上唇よりは長い。萼は狭い鐘形で萼筒は無毛、萼裂片は反曲しない。四国に分布し、超塩基性岩地や石灰岩地に生育する[5][6]。絶滅危惧II類(VU)（環境省2017年）[7]。
- チシマコゴメグサ  Euphrasia mollis (Ledeb.) Wettst. - 日本では、知床半島において高橋・岩崎(2007)によって発見された新産種[12]。アラスカから千島列島に分布する。
- ツクシコゴメグサ Euphrasia multifolia Wettst. - 一年草。茎は分枝し、直立して高さ10-35cmになり、白色の短毛がはえる。葉は卵状長楕円形または長楕円形で、長さ6-10mm、幅4-6mmになり、先端はやや鈍く基部は円形または鈍形に狭まって不明瞭な葉柄となる。葉の縁に2-4対の先の鈍い鋸歯があり、葉の両面は無毛。花期は9-10月。枝先に花穂をつくり多数の花をつける。苞葉は葉と同形で鋸歯の先端はややとがる。花冠は白色で紫色のすじが入り、花冠の長さは7mm。花冠下唇は小さいが上唇よりはやや長い。萼は筒形で上下に半ばまで裂け、裂片はさらに2浅裂する。九州北部、四国西部、本州の中国地方西部に分布する[5]。絶滅危惧IB類(EN)（環境省2017年）[7]。
  - イナコゴメグサ Euphrasia multifolia Wettst. var. inaensis Hid.Takah. .- 一年草。葉は倒卵形または長楕円形で、基部はくさび形に狭まり、鋸歯は3-4対あり先端は鋭頭からやや鈍頭になる。花期は8-9月。花冠は白色で下唇の中央部に黄色の斑点がある。花冠の長さは8-10mm。萼筒は筒形。長野県南部に分布し、湿地に生育する[6][13]。絶滅危惧IA類(CR)（環境省2017年）[7]。
  - クモイコゴメグサ Euphrasia multifolia Wettst. var. kirisimana Y.Kimura - 一年草。葉が卵形で鋸歯の先端が鋭いもの。九州の霧島山特産[6]。2007年調査時には自生地の霧島山の中岳、甑岳では、低木層のミヤマキリシマの下層植生がシカによる摂食で壊滅状態であった。1995年以降探索されているがクモイコゴメグサは再確認されていないため絶滅と判断されている[14]。絶滅(EX) （環境省2017年）[7]。
- エゾノダッタンコゴメグサ Euphrasia pectinata Ten. var. obtusiserrata (T.Yamaz.) T.Yamaz. .- 一年草。茎は上部でわずかに分枝して、直立し高さ6-17cmになり、曲がった毛がやや密にはえる。葉は茎の中部につくものが大きく卵円形で、長さ幅ともに7-14mmになり、基部は切形状の円形になる。縁に3-5対の鋸歯があり先端はやや鈍く、葉の両面に剛毛がはえる。花期は8-9月。茎の上部の葉腋ごとに1花をつける。苞葉は葉と同形で鋸歯の先端は鋭くとがる。花冠は白色で紫色のすじが入り、花冠の長さは7-8mm。花冠下唇はやや広がり上唇より長い。萼は筒形で剛毛がはえ、上下に半ばまで深く裂け、裂片はさらに左右に2浅裂する。北海道の根室地方、利尻島、礼文島、南千島の色丹島、択捉島に分布する[5][6]。絶滅危惧IA類(CR)（環境省2017年）[7]。基本種のダッタンコゴメグサ Euphrasia pectinata は鋸歯がとげ状に鋭くとがり、ヨーロッパ東部、シベリア、中国大陸東北部に分布する[5]。
- ヒナコゴメグサ Euphrasia yabeana Nakai - 茎や葉に腺毛がなく、葉がごく小さく長さ幅ともに2-8-5mm、萼筒は中部まで切れ込み、萼裂片は三角状披針形で先端がとがらず、花時に反り返る[5][6]。

### その他、日本周辺に分布する主な種
- アムールコゴメグサ Euphrasia amurensis Freyn
- トゲトゲコゴメグサ Euphrasia coreana W.Becker
- チョウセンヒナコゴメグサ Euphrasia coreanalpina Nakai ex Y.Kimura
- ケコゴメグサ Euphrasia hirtella Jordan var. paupera T.Yamaz.
- ナンココゴメグサ Euphrasia nankotaizanensis Yamam.
- ダッタンコゴメグサ Euphrasia pectinate Ten.
  - チョウセンタチコゴメグサ Euphrasia pectinate Ten. subsp. simplex (Freyn) D.Y.Hong
- フセンコゴメグサ Euphrasia retrotricha Nakai ex T.Yamaz.
- タロココゴメグサ Euphrasia tarokoana Ohwi
- ニイタカコゴメグサ Euphrasia transmorrisonensis Hayata var. transmorrisonensis
  - ネバリコゴメグサ Euphrasia transmorrisonensis Hayata var. durietziana (Ohwi) T.C.Huang et M.J.Wu

## 名前の由来
和名コゴメグサ属の「コゴメグサ」は、小米草の意で、白色の小さな花が米粒を思わせることによる。イブキコゴメグサについて「コゴメグサ」の別名が使われることがあるが、江戸時代は種類を細かくしないですべてコゴメグサと呼んでいたためであり、「コゴメグサ」は属全体の名として使うべきであるとしている。属名「Euphrasia 」は、ギリシャ語で「陽気、爽快」を意味し、古くからいわれている視力を増す薬効をたたえたことをいう。

## ギャラリー

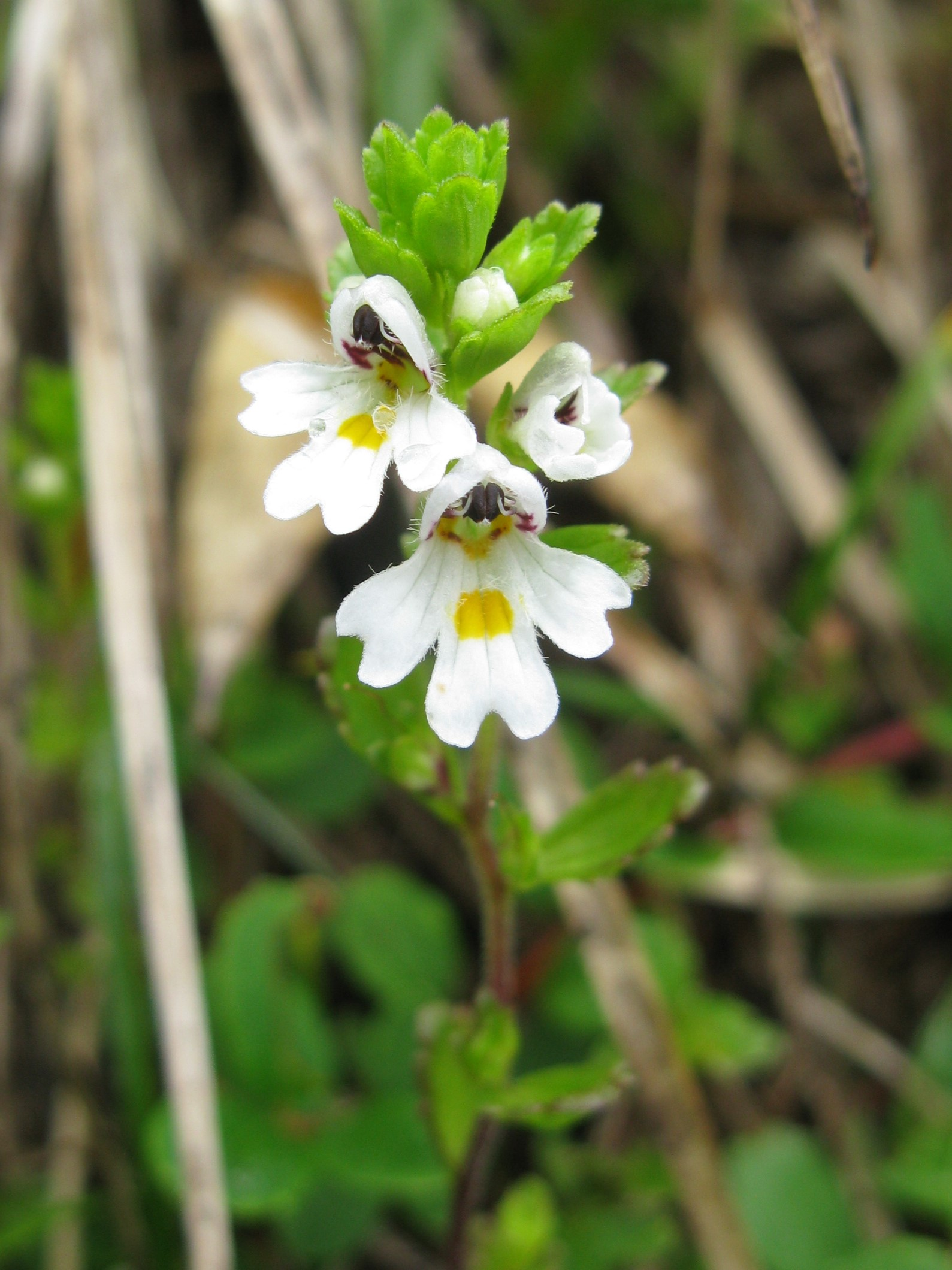
ホソバコゴメグサ 至仏山
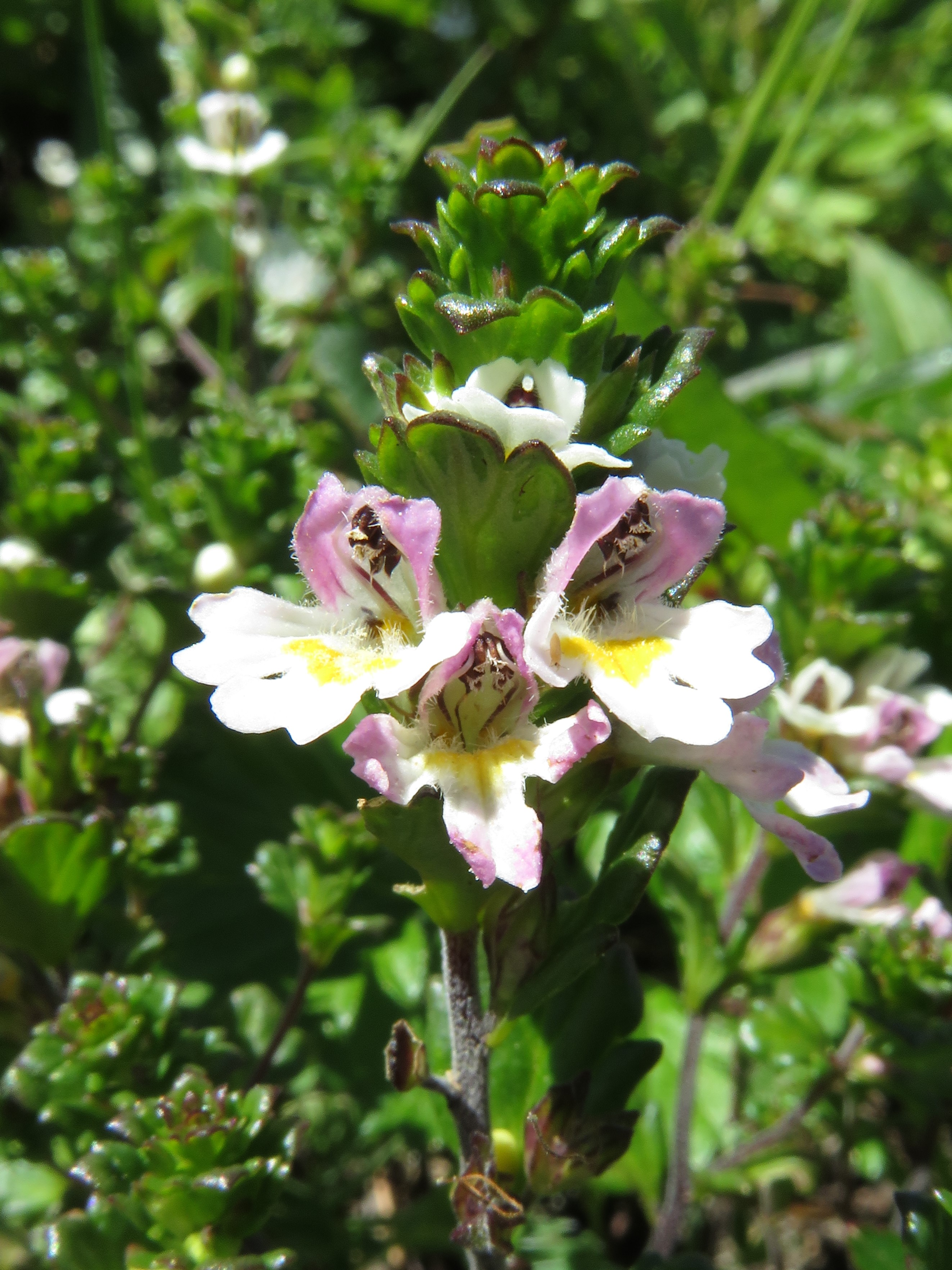
マルバコゴメグサ 飯豊山
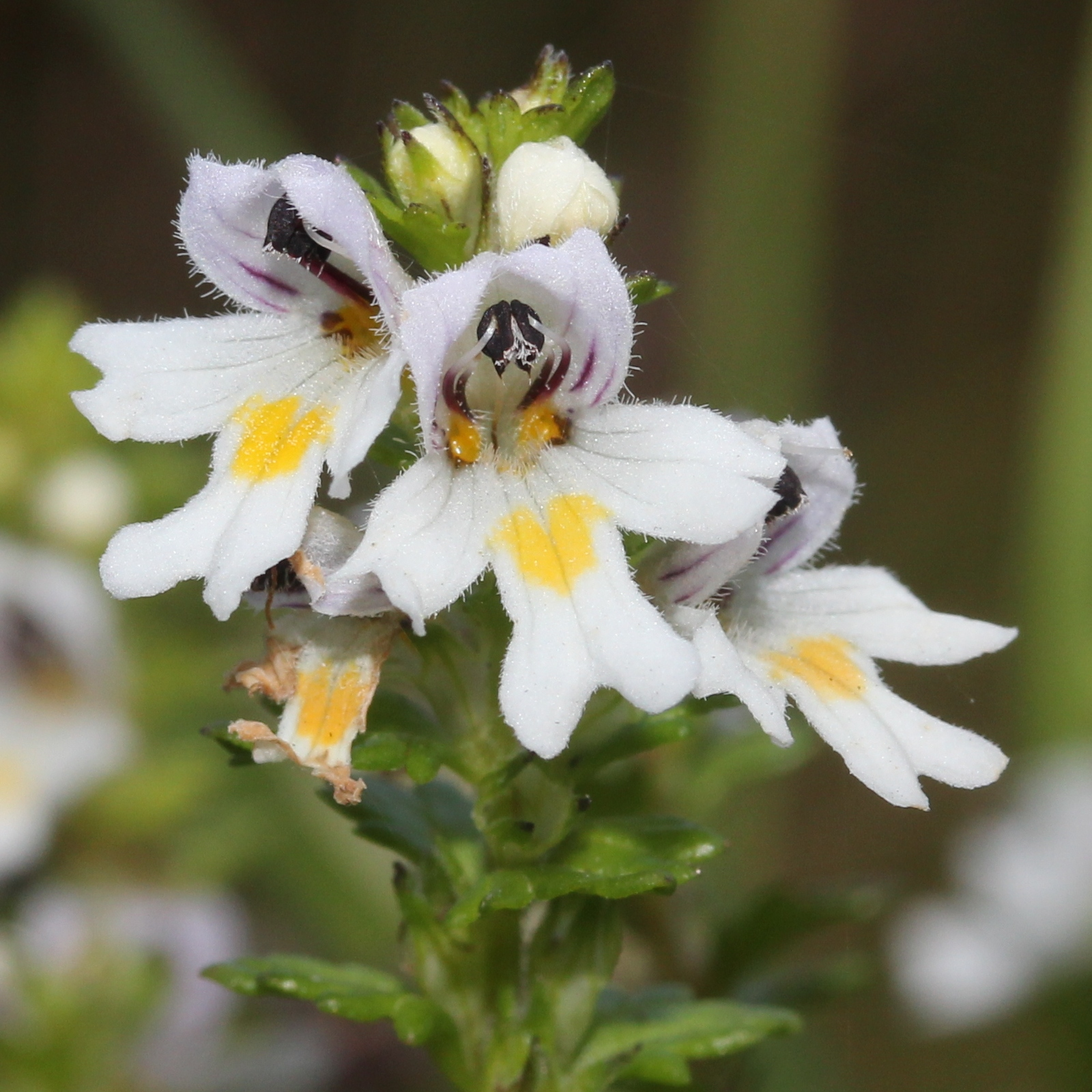
イブキコゴメグサ 伊吹山
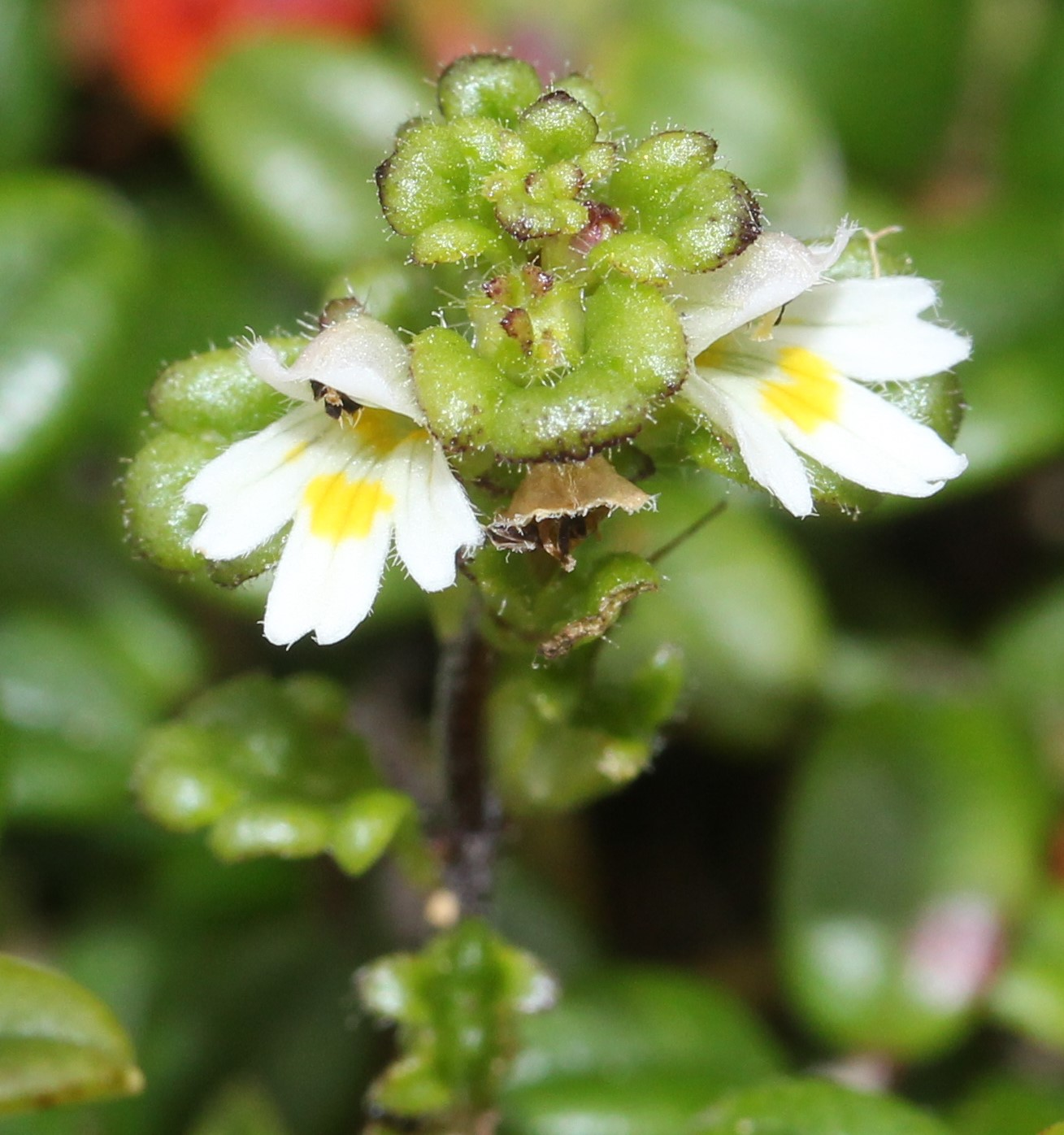
コケコゴメグサ 木曽駒ヶ岳
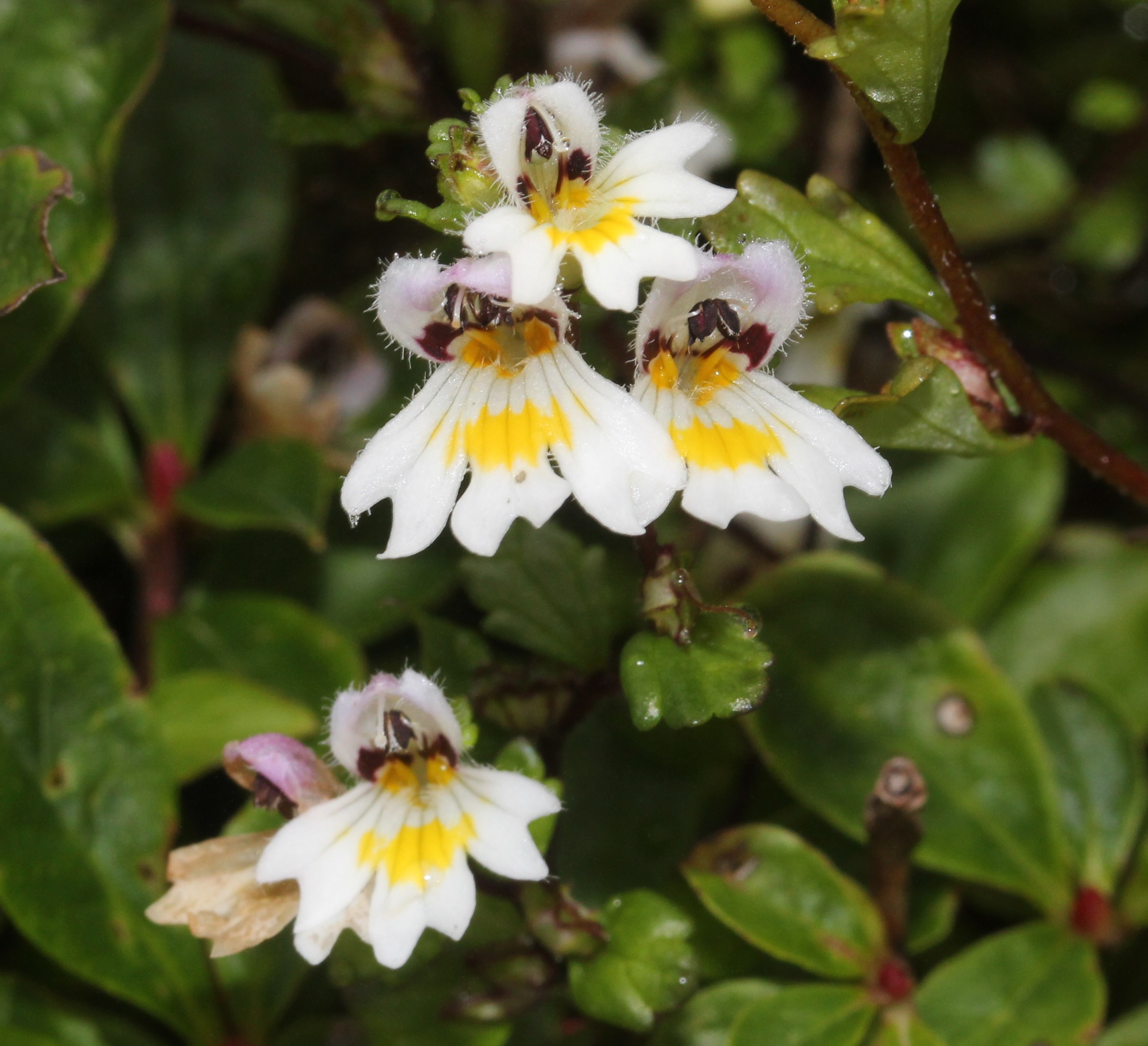
コバノコゴメグサ 赤石山脈
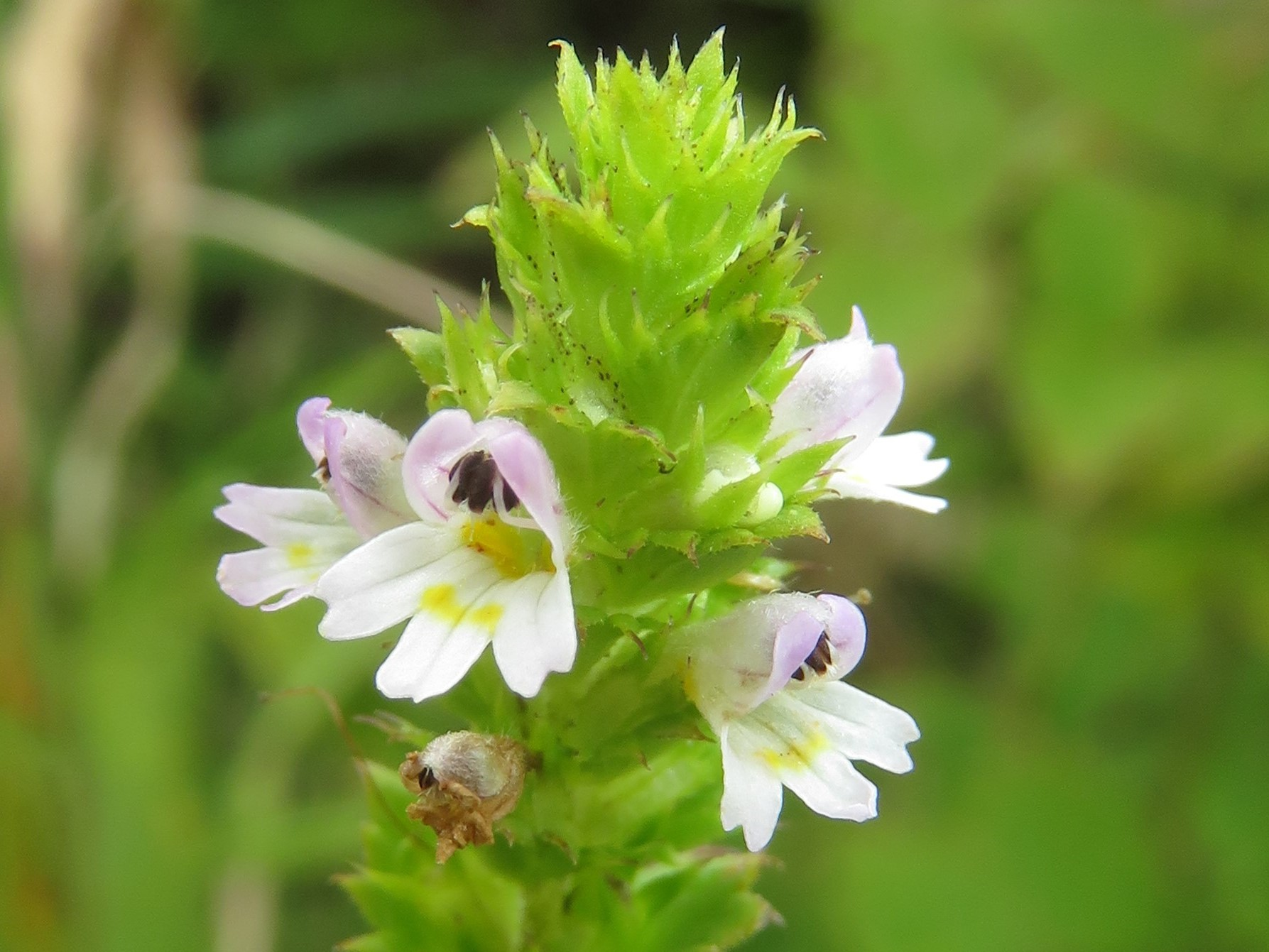
タチコゴメグサ 福島県会津地方